# Ditremagenia macropharynx
Super-famille
Famille
Genre
Espèce
Ditremagenia macropharynx est une espèce de vers plats marins, la seule du genre Ditremagenia, de la famille des Ditremageniidae et de la super-famille des Ditremagenioidea. Cette super-famille appartient au sous-ordre des Cotylea (ordre des Polycladia). Ditremagenia macropharynx a été découverte dans le canal de Suez.

## Systématique
Les noms valides complets (avec auteur) de ces taxons sont :
- pour la super-famille : Ditremagenioidea Faubel, 1984[1]
- pour la famille : Ditremageniidae Palombi, 1928[1]
- pour le genre : Ditremagenia Palombi, 1928[1]
- pour l'espèce : Ditremagenia macropharynx Palombi, 1928[1].